# Ejército de Cataluña (1713-1714)
El Ejército de Cataluña (en castellano de la época Exercito de Cathaluña; en catalán actual: Exèrcit del Principat de Catalunya[cita requerida]) fue un cuerpo militar formado por las Cortes Catalanas tras su decisión de continuar la guerra contra Felipe V y contra Francia el 6 de julio de 1713 dando lugar a la Campaña de Cataluña (1713-1714), la última fase de la guerra de sucesión española.

## Antecedentes: Cataluña en la guerra de sucesión española
En octubre de 1701 el duque de Anjou Felipe de Borbón, nuevo rey de la Monarquía Hispánica designado como sucesor por el fallecido Carlos II de España, juró las Constituciones catalanas y las Cortes catalanas le juraron fidelidad como rey. El inicio de las hostilidades en los campos de batalla de Europa le hizo dirigirse a Italia. Tras un bombardeo y fallido intento de desembarco aliado en Barcelona en 1704, el virrey Velasco fue acusado de conculcar las Constituciones, lo que incrementó los apoyos a los austracistas, partidarios de proclamar al archiduque de Austria Carlos de Habsburgo como rey de España. En 1705 los vigatans firmaron el Pacto de Génova, una alianza militar con Inglaterra en virtud de la cual se comprometían  a procurar que Cataluña luchase por la causa del pretendiente al trono español Carlos de Austria, con la ayuda militar de Inglaterra, y esta se comprometía a defender las constituciones de Cataluña fuera cuál fuere el resultado de la guerra. En octubre de 1705 las tropas del archiduque Carlos bombardearon y tomaron Barcelona al asalto. La Diputación del General de Cataluña y los consellers de la Barcelona recién conquistada cambiaron entonces de bando y le aclamaron como a su soberano. Días más tarde proclamaron al archiduque de Austria como legítimo rey Carlos III de España, jurando respetar las constituciones catalanas y convirtiendo a Barcelona en sede de su corte y baluarte austracista durante el resto de la guerra. Transcurridos ocho años de guerra se empezó a negociar la Paz de Utrecht. Si bien en las primeras negociaciones de paz los embajadores del ya emperador Carlos VI defendieron que el Principado de Cataluña mantuviera sus leyes e instituciones propias, tras la renuncia de Felipe V al trono de Francia, la entrega del peñón de Gibraltar y Menorca, y las concesiones comerciales en América, los británicos reconocieron a Felipe V como rey de España y de las Indias. En el artículo 13º del Tratado de Utrecht firmado en julio de 1713 Felipe V se comprometió a amnistiar a los catalanes y a concederles los mismos derechos y privilegios que los habitantes de las dos Castillas, aboliendo de facto las constituciones. 
Tras el abandono inglés y ante la inminente evacuación de las tropas imperiales, se convocó en Barcelona el 30 de junio de 1713 una Junta de Brazos (Junta de Braços) para deliberar si Cataluña debía someterse a Felipe V o proseguir la guerra en solitario. El 6 de julio de 1713 la Junta llegó a la resolución de continuar la guerra en solitario, y el 10 de julio publicó un bando para levar efectivos para el regimiento de infantería de la Diputación, mientras la Ciudad procedía de la misma forma para aumentar los efectivos del regimiento de infantería de Barcelona. A finales de julio la leva ascendía a cerca de 4000 combatientes a sueldo de los Tres Comunes de Cataluña.

## Organización
A fin de movilizar a los centenares de refugiados austracistas de los reinos de España que se agolpaban en Barcelona, los Tres Comunes de Cataluña concibieron la idea de organizar los regimientos del Ejército de Cataluña en función de la procedencia de los soldados; según dicho plan, de los ocho regimientos de infantería que se alzaron, el regimiento de la Diputación, el regimiento de Barcelona, el regimiento de Nuestra Señora del Rosario y el regimiento del coronel Busquets serían reservados a los catalanes, el regimiento de San Narciso para los alemanes, el regimiento de Nuestra Señora de los Desamparados para los valencianos, el regimiento de la Santa Eulalia para los navarros, y el regimiento de la Inmaculada, bajo el comando teórico del general comandante Villarroel pero efectivo del coronel Gregorio de Saavedra, para los castellanos. Así mismo de los seis regimientos de caballería que se alzaron, el regimiento de coraceros de San Miguel fue reservado para los aragoneses. A pesar de las intenciones de los Tres Comunes de Cataluña, la mayor parte de la leva tuvo que completarse con tropas catalanas. En cuánto a los antiguos miquelets (migueletes), fueron reorganizados y encuadrados en los llamados regimientos de fusileros de montaña; el regimiento del coronel Amill fue bautizado regimiento San Raimundo de Peñafort, el del coronel Rau fue llamado del Ángel Custodio, mientras que el del coronel Vilar y Ferrer mantuvo su nombre y el regimiento del coronel Ortiz, bajo la protección de San Vicente Ferrer, estuvo reservado a los miquelets valencianos. Por su parte la Coronela de Barcelona, la milicia formada por los cofrades de los gremios barceloneses, fue reorganizada como un solo regimiento de seis batallones: el Santísima Trinidad, el Inmaculada Concepción, el Santa Eulalia, el San Severo, el Santa Madrona y el Nuestra Señora de la Merced. Los miembros de la Coronela de Barcelona estaba sometidos a la jurisdicción militar cuando entraban de guardia y estaban a sueldo de la Ciudad; asimismo estaban completamente uniformados y equipados con fusiles de primera calidad desde 1707, siendo su coronel el conseller en cap de Barcelona. Para mantener el orden público dentro de la Ciudad se levó la Compañía de la Quietud, y para aquellos inhábiles para el servicio de armas se organizaron los batallones de barrios, formados por ciudadanos que sin recibir paga tenían el cometido de servir de fuerza de trabajo, desescombro y reconstrucción en caso de bombardeo. Finalmente se levaron las compañías de voluntarios formadas por civiles barceloneses y de otros estados de la Corona de Aragón que no estaban a sueldo pero que servían voluntariamente con armas propias, sin patente oficial y sin uniforme. Así mismo para la armada naval se movilizaron cincuenta tartanas de guerra, nueve bergantines y seis fragatas, mientras se equiparon con entre veinte y cuarenta cañones cuatro navíos: el San José, el Santa Madrona, el Santa Eulalia y el San Francisco de Paula con el fin de custodiar los convoyes de suministros, armamento y munición procedentes de Mallorca.

## Estructura

### Ejército regular
- Caballería
  - Regimiento de caballería de la Fe
  - Regimiento de caballería de San Jorge
  - Regimiento de coraceros de San Miguel
  - Regimiento de caballería de Santiago
  - Regimiento de caballería del coronel Nebot
  - Regimiento de caballería del coronel Bricfeus
  - Compañía de caballería del capitán Badia
  - 1ª Compañía de húsares
  - 2ª Compañía de húsares

- Infantería
  - Regimiento de la Diputación del General de Cataluña
  - Regimiento de la Ciudad de Barcelona
  - Regimiento de Santa Eulalia
  - Regimiento de San Narciso
  - Regimiento de Nuestra Señora de los Desamparados
  - Regimiento de Nuestra Señora del Rosario
  - Regimiento de la Inmaculada Concepción
  - Regimiento de coronel Busquets
  - Recluta de Mallorca
  - Compañía de napolitanos
  - Compañía de oficiales agregados
  - Compañía de mutilados

- Artillería
  - 1ª Compañía de artilleros del capitán Bordas
  - 2ª Compañía de artilleros del capitán Ribas
  - 3ª Compañía de artilleros del capitán Folch
  - 4ª Compañía de artilleros del capitán Aguiló
  - 5ª Compañía de artilleros del capitán Horta
  - 6ª Compañía de artilleros del capitán Estruch
  - 7ª Compañía de artilleros de Mallorca
  - 1ª Compañía de bombarderos del capitán Costa
  - 2ª Compañía de bombarderos del capitán Rovira
  - 3ª Compañía de bombarderos del capitán Toner

- Fusileros de montaña
  - Regimiento de fusileros de San Raimundo de Peñafort
  - Regimiento de fusileros del Ángel Custodio
  - Regimiento de fusileros de San Vicente Ferrer
  - Regimiento de fusileros del coronel Molins
  - Regimiento de fusileros del coronel Muñoz
  - Regimiento de fusileros del coronel Paperoles
  - Regimiento de fusileros del coronel Massagur
  - Regimiento de fusileros del coronel Llirós

### Milicias
- Coronela de Barcelona
  - I Batallón Santísima Trinidad
  - II Batallón Inmaculada Concepción
  - III Batallón Santa Eulalia
  - IV Batallón San Severo
  - V Batallón Santa Madrona
  - VI Batallón Nuestra Señora de la Mercé

- Batallones de barrios
  - Batallón de Santa María de Cervellón
  - Batallón de San Raimundo de Peñafort
  - Batallón de San Salvador de Horta
  - Batallón de Santa María de Cervellón
  - Batallón de San Sebastián
  - Batallón de San Raimundo Nonato

- Compañía de la Quietud

### Voluntarios
- Compañía de Voluntarios de Aragón
- Compañía de Voluntarios del capitán Marco
- Compañía de Voluntarios del capitán Mestres
- Compañía de Voluntarios del capitán Besabés
- Compañía de Voluntarios del capitán Mestres
- Compañía de Voluntarios de San Martín de Provençals
- Compañía de Voluntarios de Sarriá
- Compañía de Voluntarios de San Andrés de la Barca
- Compañía de Voluntarios del Hospitales

### Armada
- Navío de línea de 40 cañones San Francisco de Paula
- Navío de línea de 36 cañones Nuestra Señora de la Mercé
- Navío de línea de 36 cañones Santa Madrona
- Navío de línea de 20 cañones San José
- 6 fragatas
- 9 bergantines
- 50 tartanas de guerra

## Estado Mayor

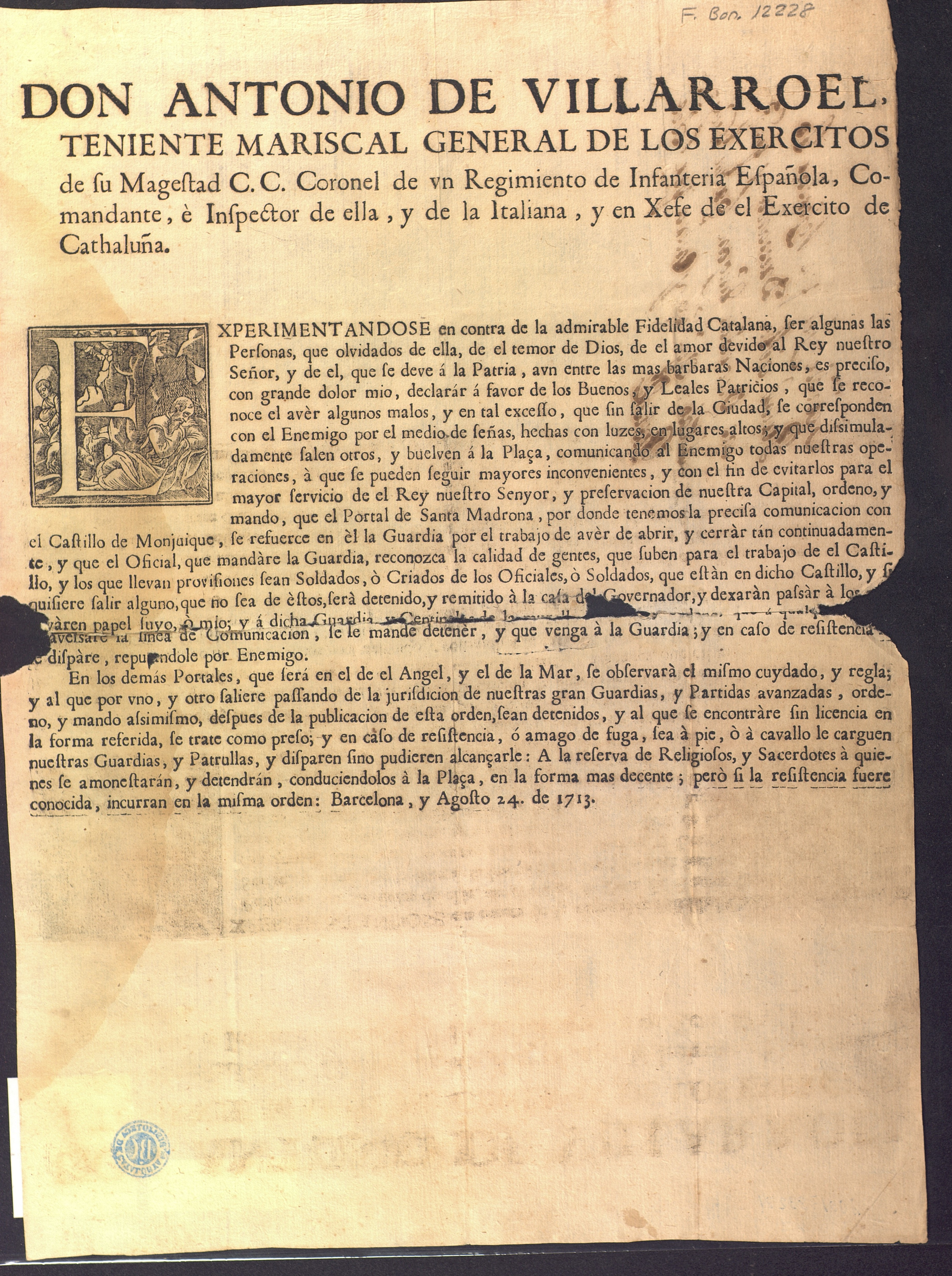
«Ordeno y mando» del teniente mariscal Antonio de Villarroel publicado durante el bloqueo de Barcelona en 24 de agosto de 1713.

Para el cargo de general comandante de las tropas regulares se calibraron dos opciones: el teniente mariscal Antonio Colón de Portugal y Cabrera, conde de La Puebla, y el también teniente mariscal Antonio de Villarroel, siendo elegido este último por haber nacido en Barcelona aunque no fuera catalán. Este aceptó el nombramiento el 12 de julio señalando que accedía a ello como buen militar profesional, por el hecho de estar involucrada la defensa de una plaza a punto de ser sitiada, y bajo las condición de obtener patente oficial del emperador y rey Carlos VI y disponer de suficiente número de tropas para la defensa de la plaza. La Junta de Gobierno accedió a sus condiciones y el día siguiente fue oficializado el nombramiento. 

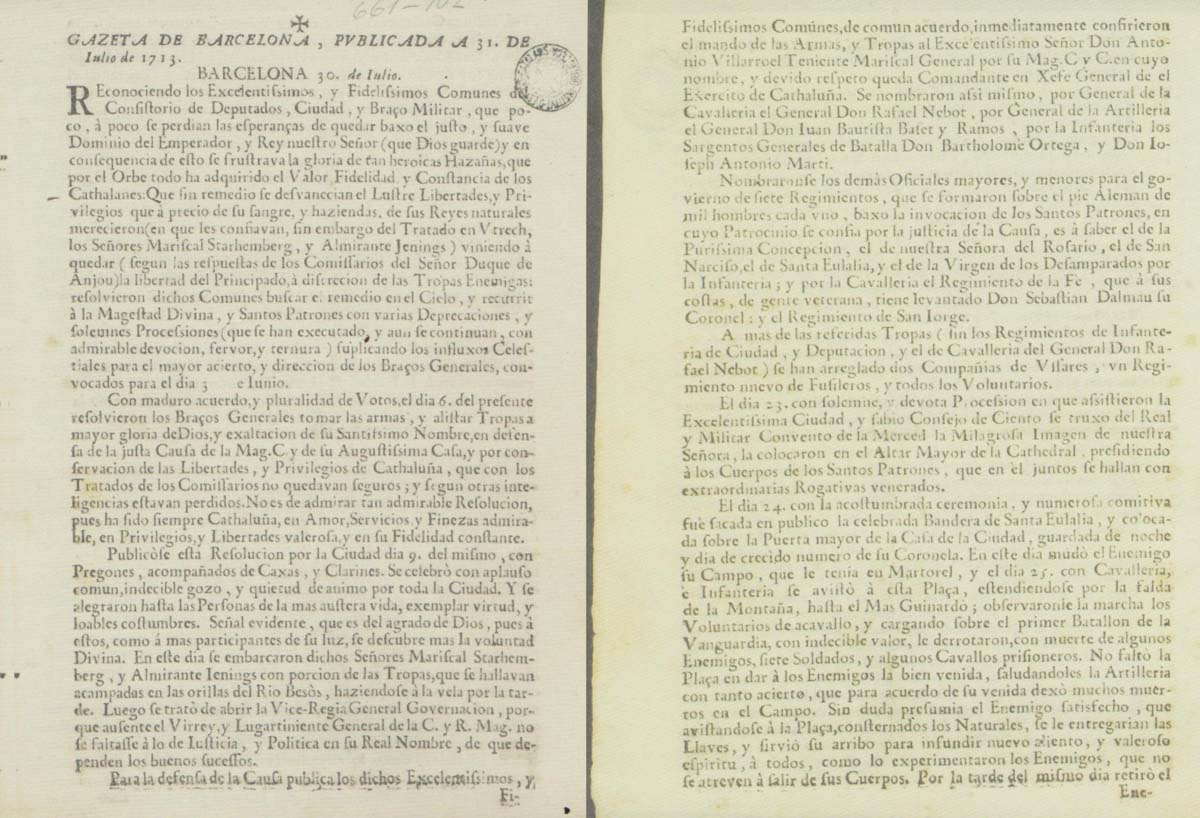
La Gazeta de Barcelona publicó los motivos por los que Cataluña había declarado la guerra así como los nombramientos de los oficiales mayores. El teniente mariscal Antonio de Villarroel fue nombrado «Comandante en Xefe General de el Exercito de Cathaluña.» (1713)

El general Juan Bautista Basset fue nombrado general gobernador de la artillería, el general Rafael Nebot y Font fue nombrado general gobernador de la caballería, y el general Bartolomé Ortega de la infantería, mientras Ramón de Rodolat era nombrado inspector general del ejército y el general José Antonio Martí era ascendido a brigadier. Tras el fracaso de la expedición del diputado militar del General, en octubre de 1713 el general Nebot fue destituido siendo relevado por el general Miguel de Ramón y Tord en la general gobernación de la caballería. El general Bartolomé Ortega renunció el 6 de septiembre de 1713, siendo relevado por el general José Bellver en la general gobernación de la infantería. La Coronela de Barcelona, la milicia gremial barcelonesa, fue reorganizada como un solo regimiento de seis batallones, siendo su coronel el conseller en cap de Barcelona. Tras la entrada en el gobierno de la ciudad del ejecutivo de Rafael Casanova en noviembre de 1713, se organizó desde la ciudad una segunda expedición con el fin de abrir un nuevo frente el interior de Cataluña. La operación fue éxito y el coronel Antonio Desvalls y de Vergós fue nombrado general comandante de todas las tropas que combatían en exterior de Barcelona.    
A fin de coordinar las decisiones militares y propiciar una ágil aprobación de las operaciones por parte de las instituciones políticas catalanas, una de las primeras medidas adoptadas en agosto de 1713 a petición del general comandante Antonio de Villarroel fue la creación de una Junta Secreta. Dicha junta estaba formada por siete personas y con su sola aprobación ya bastaba para acometer una nueva operación militar. De entre estos siete cabe destacar al mismo general comandante, al conseller en cap de Barcelona, y a Juan Francisco de Verneda y Sauleda, comisionado secreto del emperador Carlos VI en Barcelona, quien estuvo en contacto directo con Viena durante todo el tiempo que duró el sitio de la ciudad.

## Armamento, equipo y uniformes
La uniformidad, equipamiento y uniforme de las tropas regulares de infantería, caballería y fusilería era similar y homologable al de los otros ejércitos implicados en la guerra de sucesión española. El equipo básico del soldado era el «vestido de munición» (uniforme), tricornio, corbata, casaca, jupa, camisa, calzones, medias, polainas y zapatos. Este equipo básico presentaba ligeras variaciones en función del arma en que servía el soldado, pues las tropas de los coraceros de caballería calzaban botas de montar, los granaderos de infantería llevaban gorra, y los fusileros prescindían de la corbata vistiendo gambeto y camisola en lugar de casaca y jupa. Los uniformes combinaban los colores que distinguían la divisa de la unidad, siendo lo habitual un color de fondo para la casaca y otro diferente para las giras visibles del forro; este segundo color constituía propiamente la divisa del regimiento. El coste promedio del equipamiento de un soldado de infantería sumaba aproximadamente unas 32 libras catalanas, 2 sueldos y 6 dineros, a lo que cabía sumar unas 4 libras por un fusil y 1 libra por la espada de infantería. En los registros de ingresos de muertos y heridos del hospital de la Santa Cruz de Barcelona se testimonia la amplia presencia de objetos religiosos entre el abillamiento de los soldados, con tallas de santos católicos atadas con cuerdas, escapularios por debajo de la camisa o imágenes cosidas en la ropa. 

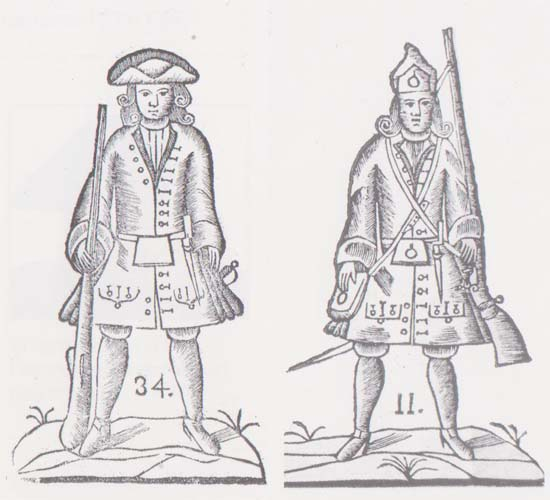
(34) Infante de fusilería y (11) Granadero.
Manual de adiestramiento del Ejército de Cataluña: Exercicio practico y especulativo de el fusilero, y granadero (1714)

Al contrario de los soldados, para los oficiales mayores no existieron patrones en cuanto a uniformidad, quedando a discreción de estos la elección de los colores y materiales para sus uniformes.  El general gobernador de la artillería, Juan Bautista Basset, solicitó la confección de tres uniformes a lo largo del bloqueo y sitio de Barcelona. El general comandante Villarroel eligió los colores del regimiento de la Inmaculada Concepción, del cual era el comandante honorífico, siendo el fondo azul oscuro y la divisa grana; los torzales y botones eran de oro, los puños y la corbata de seda, y el tricornio estaba engalanado con plumas del color de la divisa. Su partisana de comando llevaba borla de hilos y canillo de oro. A pesar de que los artistas del siglo XIX representaron al conseller en cap Rafael Casanova vistiendo la túnica concejil llamada gramalla, en realidad el uso de dicha prenda estaba reservado para los actos protocolarios. A partir de febrero de 1714 Rafael Casanova devino la máxima autoridad política y militar del Principado de Cataluña. Acorde con su rango de coronel y gobernador de la plaza y a su relevancia como máximo mandatario político y militar, el séquito de Rafael Casanova era numeroso y movilizaba a varios pajes, criados, adjuntos militares y plana mayor. A lo largo del conflicto vistió siempre con el uniforme militar, los gastos del cual ascendieron a 500 libras catalans; eligió el color carmesí, tanto fondo como divisa, por encima del cual lucía la banda de conseller en cap con las armas heráldicas de Barcelona bordadas. Para los complementos se destinaron 435 libras catalanas, 15 sueldos y 3 dineros; los bordados y los botones del uniforme eran de oro, los puños y la corbata eran de seda, el uniforme de su paje volante, el criado que corría al lado de su lado caballo cuando Rafael Casanova se desplazaba por la ciudad, sumaba 20 libras, dotándose también de silla de montar, manilla y tapafundas para las pistolas con las armas de la ciudad bordadas, espuelas de plata y botas de montar.
El arma estándar del ejército catalán fue el fusil, siendo la mayoría de facturación inglesa o austríaca. Aun así, Barcelona y Cataluña en general se había convertido a lo largo del siglo XVII en una potencia manufacturera de armas a raíz de las continuas guerras que había azotado periódicamente el territorio desde el siglo XVI, y en especial en el siglo XVII desde la guerra de Cataluña. La principal diferencia entre el material extranjero y las armas catalanas lo constituía la llave del fusil, habiéndose desarrollado en Cataluña la llave de Miquelete, fuerte, segura y duradera, que situaba casi todos los mecanismos en el exterior. Contrariamente la llave de sílex era habitual entre ingleses y franceses, y aunque en Cataluña también se usó la tradición de los armeros catalanes pasaba por la llave de Miquelete aplicada indistintamente a fusiles, escopetas, carabinas y pistolas. La infantería catalana fue armada mayoritariamente con fusiles con calibre 2 cm y 4 quilos de peso, mientras que los fusileros de montaña se dotaron de escopetas, cuya principal variación radicaba en el peso y la longitud, menores, facilitando las operaciones de escaramuza y asalto propias de estas unidades especializadas. La infantería también se armó con armas blancas, espadas, que no fueron de mucha calidad. La hoja era de acero y la empuñadura de bronce podía contar con cazoleta de protección. En cambio la caballería se dotó de espadas y sables de mayor calidad, ya fueran rectos y pesados o del tipo curvo, los alfanjes. La infantería también se armó con bayonetas de dolla de 40 cm de longitud, con engarce lateral, si bien algunas unidades continuaron usando las anteriores bayonetas con mago de madera que se encastaban directamente en el cañón. Las partisanas, alabardas y lanzas fueron las insignias de los oficiales, si bien tenía escasa efectividad bélica y tenían básicamente un valor identificativos. También se dotó ampliamente de granadas de 7 y 8 cm de diámetro a las compañías de granaderos, siendo su uso arriesgado y precisando de un entrenamiento efectivo para su uso correcto en el campo delante de Barcelona y, meses después, entre las ruinas de la ciudad; a tal efecto se construyó en las Atarazanas de Barcelona  una cadena de montaje para su fabricación.
| Arma       | Regimiento                               | Coronel                    | procedencia             | Fondo/Divisa      | Patrón católico            | Nº máx. hombres |  |
| ---------- | ---------------------------------------- | -------------------------- | ----------------------- | ----------------- | -------------------------- | --------------- |  |
|            |                                          |                            |                         |                   |                            |                 |  |
| Caballería | «Regimiento de la Fe»                    | Sebastián Dalmau           | catalanes y aragoneses  | Grana / Verde     | Cristo                     | 750             |  |
|            |                                          |                            |                         |                   |                            |                 |  |
| Caballería | «Regimiento de San Jorge»                | Antonio Berenguer          | catalanes               | Blanco / Rojo     | San Jorge                  | 450             |  |
|            |                                          |                            |                         |                   |                            |                 |  |
| Caballería | «Regimiento de San Miguel»               | Pedro Viñals               | aragoneses              | Amarillo / Rojo   | San Miguel                 | 500             |  |
|            |                                          |                            |                         |                   |                            |                 |  |
| Caballería | «Regimiento de Santiago»                 | Antonio Desvalls           | catalanes               | n.d.              | Santiago                   | 300             |  |
|            |                                          |                            |                         |                   |                            |                 |  |
| Caballería | «Regimiento de Nebot»                    | Rafael Nebot               | catalanes               | Blanco / Azul     | Inmaculada Concepción      | 100             |  |
|            |                                          |                            |                         |                   |                            |                 |  |
| Caballería | «Compañías de hússares»                  | Capt. Labuday Capt. Sevros | húngaros                | Blanco / Rojo     | Sin patrón                 | 120             |  |
|            |                                          |                            |                         |                   |                            |                 |  |
| Caballería | «Regimiento de Bricfeus»                 | Pedro Bricfeus             | catalanes               | n.d.              | Sin patrón                 | 30              |  |
|            |                                          |                            |                         |                   |                            |                 |  |
| Caballería | «Compañía de Badia»                      | Capt. José Badia           | catalanes               | n.d.              | Sin patrón                 | 30              |  |
|            |                                          |                            |                         |                   |                            |                 |  |
| Infantería | «Regimiento de la Diputación»            | Francisco Sans             | catalanes               | Azul / Grana      | San Jorge                  | 600             |  |
|            |                                          |                            |                         |                   |                            |                 |  |
| Infantería | «Regimiento de Barcelona»                | Francisco Asprer           | catalanes               | Rojo / Amarillo   | Santa Eulalia              | 600             |  |
|            |                                          |                            |                         |                   |                            |                 |  |
| Infantería | «Regimiento de Santa Eulalia»            | José Íñiguez de Abarca     | navarros y catalanes    | Azul / Amarillo   | Santa Eulalia              | 600             |  |
|            |                                          |                            |                         |                   |                            |                 |  |
| Infantería | «Regimiento de San Narciso»              | Juan de Madrenas           | alemanes                | Azul / Blanco     | San Narciso                | 500             |  |
|            |                                          |                            |                         |                   |                            |                 |  |
| Infantería | «Regimiento de N.S. Desamparados»        | José Vicente Torres        | valencianos             | Azul / Naranja    | Virgen de los Desamparados | 300             |  |
|            |                                          |                            |                         |                   |                            |                 |  |
| Infantería | «Regimiento de N.S. Rosario»             | José Bellver               | catalanes               | Amarillo / Rojo   | Virgen del Rosario         | 300             |  |
|            |                                          |                            |                         |                   |                            |                 |  |
| Infantería | «Regimiento de la Concepción»            | Gregorio de Saavedra       | castellanos y catalanes | Azul / Rojo       | Inmaculada Concepción      | 700             |  |
|            |                                          |                            |                         |                   |                            |                 |  |
| Infantería | «Regimiento de Busquets»                 | Francisco Busquets         | catalanes               | n.d.              | Sin patrón                 | 300             |  |
|            |                                          |                            |                         |                   |                            |                 |  |
| Infantería | «Recluta de Mallorca»                    | Juan Antonio Corradó       | varias                  | Blanco / Azul     | Sin patrón                 | 430             |  |
|            |                                          |                            |                         |                   |                            |                 |  |
| Infantería | «Compañía de napolitanos»                | Capt. José Corradó         | napolitanos             | Blanco / Amarillo | Sin patrón                 | 50              |  |
|            |                                          |                            |                         |                   |                            |                 |  |
| Infantería | «Compañía de oficiales agregados»        | Tt. Corl. Baltasar Martí   | varias                  | Sin divisa        | Sin patrón                 | 40              |  |
|            |                                          |                            |                         |                   |                            |                 |  |
| Infantería | «Compañía de mutilados»                  | Capt. Francisco Dávila     | varias                  | Sin divisa        | Sin patrón                 | 80              |  |
|            |                                          |                            |                         |                   |                            |                 |  |
| Fusilería  | «Regimiento de San Raimundo de Peñafort» | Armengol Amill             | catalanes               | Azul / Amarillo   | San Raimundo de Peñafort   | 500             |  |
|            |                                          |                            |                         |                   |                            |                 |  |
| Fusilería  | «Regimiento del Ángel Custodio»          | Manuel Moliner             | catalanes               | Marrón / Amarillo | Angel Custodio             | 500             |  |
|            |                                          |                            |                         |                   |                            |                 |  |
| Fusilería  | «Regimiento de San Vicente Ferrer»       | José Ortiz                 | valencianos y catalanes | Azul / Rojo       | San Vicente Ferrer         | 500             |  |
|            |                                          |                            |                         |                   |                            |                 |  |
| Fusilería  | «Regimiento de Molins»                   | Jaime Molins               | catalanes               | Azul / Grana      | Sin patrón                 | 260             |  |
|            |                                          |                            |                         |                   |                            |                 |  |
| Fusilería  | «Regimiento de Muñoz»                    | Antonio Muñoz              | catalanes               | Marrón / Grana    | Sin patrón                 | 300             |  |
|            |                                          |                            |                         |                   |                            |                 |  |
| Fusilería  | «Regimiento de Paperoles»                | Anton Paperoles            | catalanes               | Marrón / Rojo     | Sin patrón                 | 60              |  |
|            |                                          |                            |                         |                   |                            |                 |  |
| Fusilería  | «Regimiento de Massagur»                 | Martiriano Massagur        | catalanes               | Azul / Grana      | Sin patrón                 | 60              |  |
|            |                                          |                            |                         |                   |                            |                 |  |
| Fusilería  | «Regimiento de Llirós»                   | Antonio Lirós              | catalanes               | Sin uniforme      | Sin patrón                 | 200             |  |

## Teatros de operaciones

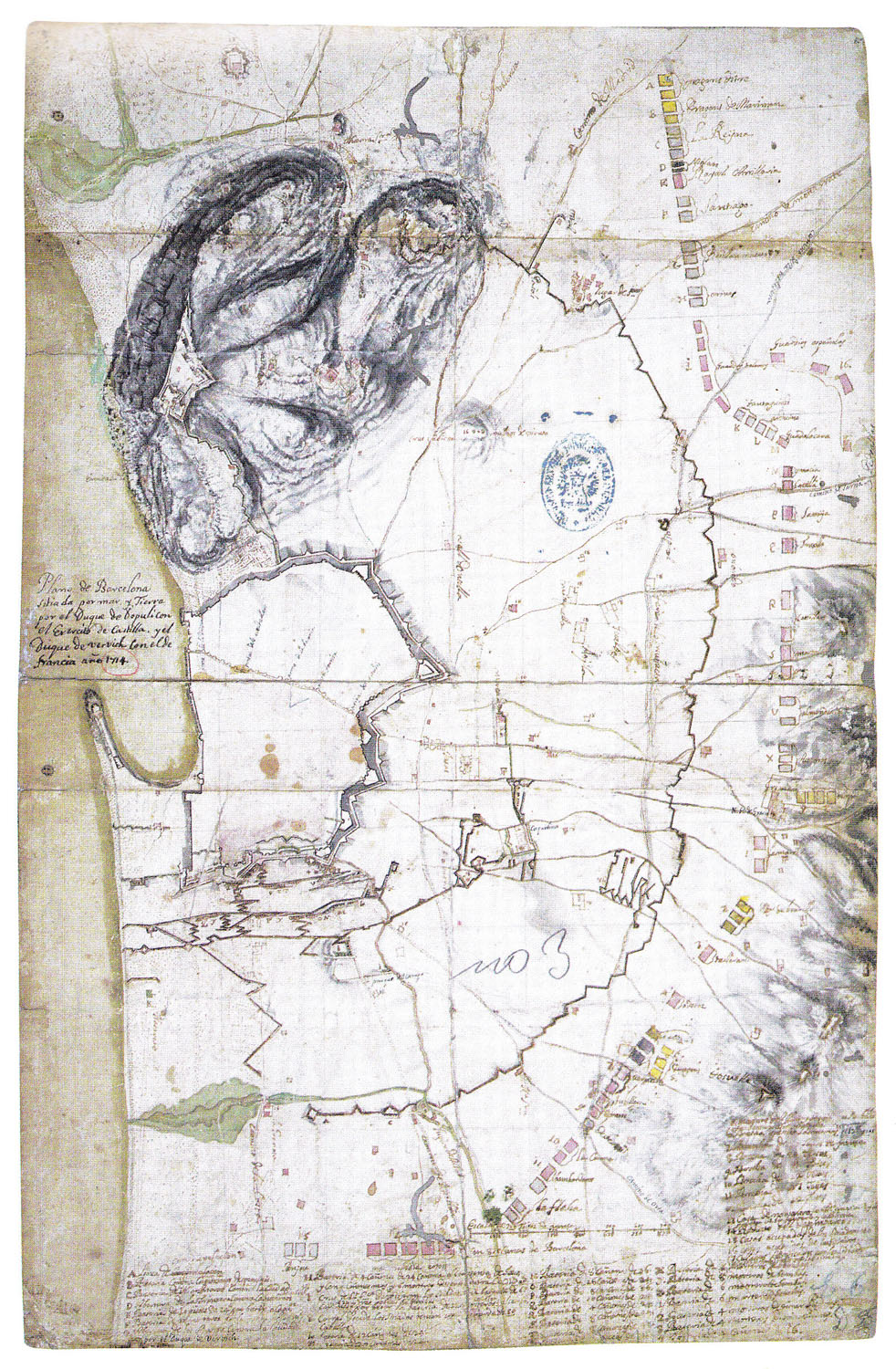
Plano de Barcelona sitiada por mar y Tierra por el Duque de Populi con el Exercito de Castilla, y el duque de vervich[sic] con el de Francia año 1714

Durante los once meses de bloqueo de la ciudad el principal teatro de operaciones fue el extenso campo delante de Barcelona; desde los glacios de las murallas hasta la línea de circunvalación borbónica se abría un campo de dos kilómetros de distancia y un perímetro de veinte kilómetros. Lo intrincado del terreno, con huertas y viñedos, campos frutales, altos cercados de piedras y arbustos, acequias de riego, barracas de campesinos y pequeñas masías conformaban una zona laberíntica propicia a las acciones de los fusileros de montaña catalanes. Durante casi un año se desarrollaron violentos combates, refriegas, escaramuzas y emboscadas, tanto diurnas como nocturnas, hostilizando las posiciones avanzadas de las tropas borbónicas. Así mismo en las zonas de levante y poniente de la ciudad, más abiertas y sin el intrincado laberinto de huertas, tuvieron lugar combates de infantería de línea desplegada en formación de batalla, destacando el combate de la cruz cubierta o la sortida del 13 de julio de 1714 contra la primera trinchera paralela borbónica, con la infantería formada en línea a bandera desplegada y la caballería custodiando los flancos. Otra área de combate fue la montaña de Montjuic, en la cima de la cual se erigía una fortaleza que dominaba la ciudad. La estrategia diseñada por el duque de Pópoli radicaba su éxito en la conquista del estratégico enclave, desde el cual una vez tomado pretendía obligar a la rendición de la ciudad. Las zonas boscosas que rodeaban el convento de santa Madrona, situado a media montaña de Montjuic, fue escenario de obstinados asaltos por parte de las tropas borbónicas las cuales, tras meses de frustrados intentos, consiguieron finalmente hacerse con la posición. No obstante, las posiciones de defensa catalanas se replegaron a zonas más elevadas de la montaña y el duque de Pópoli no pudo explotar la ventaja táctica. En julio de 1714, tras la llegada del mariscal de Francia duque de Berwick, el bloqueo se convirtió en sitio y en el mes de agosto ya se combatía a los pies de las murallas. Durante los tres días que siguieron al 12 de agosto, cuando el duque de Berwick lanzó dos asaltos generales, las operaciones militares tuvieron lugar en los baluartes del Portal Nou y Santa Clara. Finalmente el 11 de septiembre, y tras el colapso de toda la línea de defensa de las murallas y los baluartes, las ruinas de la ciudad de Barcelona se convirtieron en escenario de la lucha, desarrollándose un intrincado combate urbano marcado por las barricadas alzadas en las principales bocacalles de la ciudad, el control de la primera línea de casas ante las murallas, y la posesión de los conventos de Santa Clara y de San Pedro; en el interior de este último convento tuvieron lugar furibundos ataques, siendo tomado y perdido once veces entre defensores y asaltantes. 

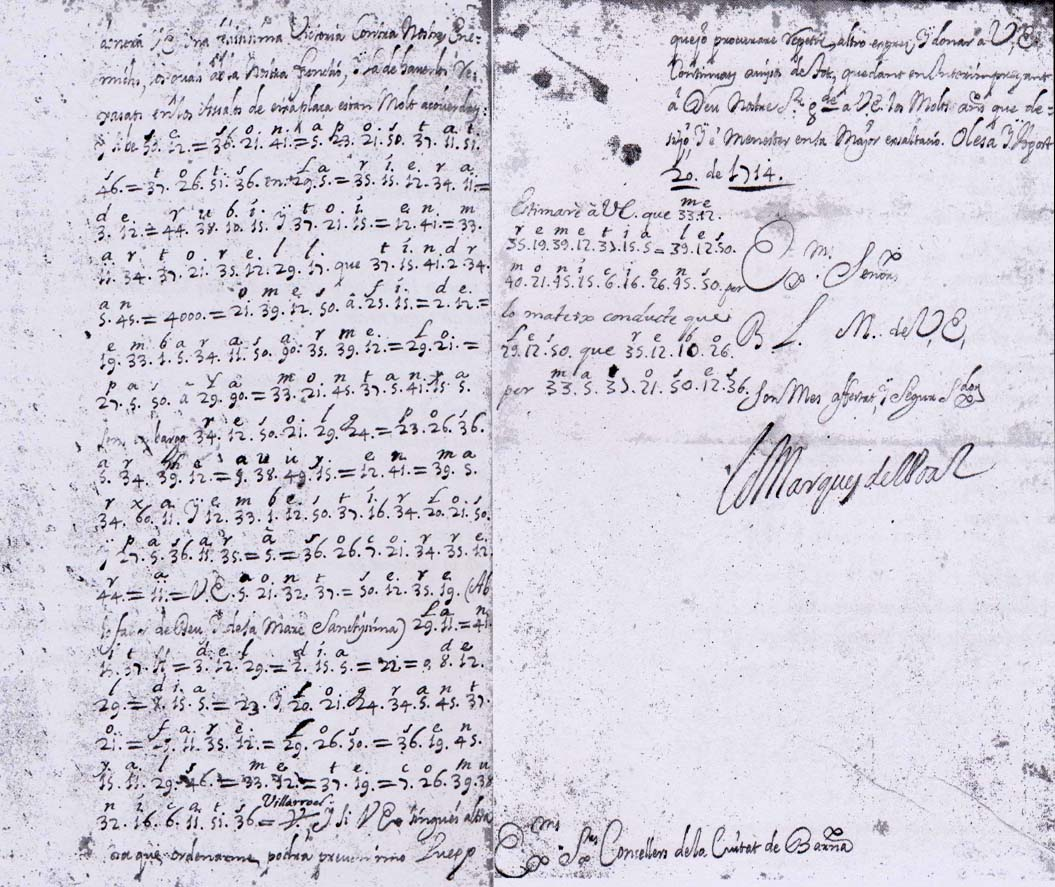
Carta cifrada del coronel Antonio Desvalls marqués del Poal. La apertura del frente exterior sólo se consiguió tras la llegada al poder de Rafael Casanova; el comandante supremo de todas las tropas catalanas exteriores se comunicaba con los consellers mediante un código cifrado. Esta carta del 20 de agosto de 1714 fue descifrada en Barcelona para la lectura del conseller en cap.

La apertura del frente exterior fue una de las principales preocupaciones de los dirigentes catalanes. Ya en agosto de 1713, apenas transcurrido un mes de la declaración de guerra, se lanzó la primera acción encaminada a dicho fin. Con la ciudad completamente rodeada por tierra, se organizó una operación anfibia en la que participaron varias decenas de embarcaciones que desembarcaron a hombres, caballos, armamento, municiones y pertrechos en las costas del Maresme. La fuera expedicionaria tenía por misión enlazar Barcelona con las fortalezas aún resistentes de Hostalric, Castellciutat y Cardona, desmentir la propaganda borbónica que afirmaba que la guerra había finalizado comunicando a las principales ciudades y villas de Cataluña la proclamación de guerra hecha en Barcelona el día 6 de julio, y reclutar efectivos a su camino. La fuerza expedicionaria protagonizó varios combates de orden menor durante los dos meses de su recorrido, pero fracasó en sus objetivos. Con la entrada en el gobierno de la ciudad de Barcelona de Rafael Casanova se planteó nuevamente la necesidad de abrir el frente exterior. La nueva expedición comandada por el coronel Antonio Desvalls fue éxito y con base en la fortaleza de Cardona, las tropas catalanas consiguieron hostilizar la retaguardia borbónica y sus líneas de aprovisionamiento. 
El coronel Antonio Desvalls fue nombrado comandante supremo de todas las fuerzas catalanas en el exterior de Barcelona, protagonizando entre otros el levantamiento del Llusanés y del Maresme, los combates de Arbúcias y Balsareny, el sitio de Cardona y la batalla de Talamanca. Si la capitulación de Barcelona se pactó el día 12 de septiembre, siendo ocupada al día siguiente, el cuerpo de ejército bajo el general comando de Antonio Desvalls capituló el 18 de septiembre, concluyéndose a partir de ese día todas las operaciones militares en el Principado de Cataluña. Así mismo también cabe mencionar los combates marítimos protagonizados por la armada catalana que tuvieron lugar frente a Barcelona, las operaciones de desembarco de tropas, y los asaltos marítimo-terrestres contra varias localidades costeras para saquear e incendiar los almacenes de aprovisionamiento borbónicos.

## Estrategia, tácticas y adiestramiento
Todo el estado mayor y los oficiales, así como la mayoría de los suboficiales del ejército catalán lo formaron veteranos de la guerra de sucesión española que habían luchado en los Reales Ejércitos de Carlos de Austria. También la mayor parte de la primera leva de julio de 1713 la formaron veteranos del ejército español austracista, los cuales habían combatido en las batallas de Zaragoza y de Villaviciosa, y que se negaron a embarcarse en las naves inglesas de evacuación. Así las fanáticas Reales Guardias Catalanas, las tropas de elite que había formado la guardia de corps del rey Carlos de Austria, fueron encuadradas en el regimiento del rosario; los valencianos de los regimientos de la ciudad y reino de Valencia al regimiento de la Virgen de los Desamparados, los napolitanos del regimiento de Castiglioni a las compañías de napolitanos, los alemanes de Friederich Shover al regimiento de San Narciso, los del regimiento de Juan de Ahumada al regimiento de la Concepción, los del regimiento de Ferrer al regimiento de Santa Eulalia, y la caballería del regimiento de Aragón a los regimientos de San Miguel y de la Fe. Los regimientos de la Diputación y de la ciudad de Barcelona ya se habían levado en 1705, manteniendo su estructura orgánica y procediendo solamente a incrementar la leva; mismo caso de los regimientos de caballería catalana del Nebot y Subies. Paradigmático era el caso del general comandante Villarroel, quien hasta 1710 había servido en el ejército de Felipe V bajo las órdenes del Duque de Orleans, y que al caer este en desgracia se había pasado a las tropas del archiduque Carlos de Austria; Villarroel había destacado sobremanera durante el sitio borbónico de Tortosa y conocía a la perfección las limitaciones que presentaba el ejército de Felipe V, las carencias tácticas que adolecían a sus comandantes y sus tácticas de combate.   

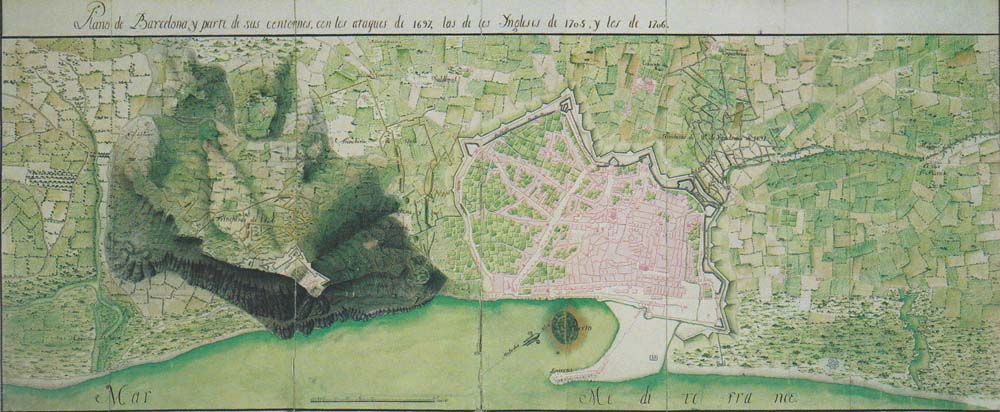
Campo delante de Barcelona y trincheras de los sitios de 1697, de 1705, y de 1706.
Para evitar cualquier acercamiento a las murallas y defender el perímetro el general comandante Antonio de Villarroel aprovechó la ventaja estratégica que le ofrecía lo intrincado del terreno: huertas y viñedos, campos frutales, altos cercados de piedras y arbustos, acequias de riego, barracas de campesinos y pequeñas masías conformaban una zona laberíntica propicia para las acciones de los fusileros de montaña catalanes, siempre bajo la cobertura de la artillería barcelonesa comandada por el general Basset.

Para el sitio de Barcelona el general comandante Villarroel diseñó una estrategia conservadora, descartando de plano el buscar una batalla decisiva como la acaecida durante la guerra de Cataluña (1640-1652), cuando los tercios Felipe IV fueron derrotados en la batalla de Montjuic (1641). El campo delante de Barcelona, con el intrincado paisaje de huertas y viñedos que rodeaba la ciudad, presentaba una oportunidad estratégica en la que maximizar las posibilidades tácticas de los fusileros, minimizar el impacto de la inferioridad numérica a la que debía enfrontarse, y explotar las limitaciones técnicas de que adolecían a las tropas borbónicas de Felipe V para establecer un verdadero sitio, bajo el continuo fuego artillero lanzado desde la plaza cada vez que intentasen penetrar bajo su radio de acción. Efectivamente, al llegar delante del campo de Barcelona y tras algunas tentativas, las tropas del comando del duque de Pópuli
desistieron en sus intentos de llevar a cabo operaciones de entidad y acabaron por establecer un cordón de bloqueo a la intemperie, que se prolongó durante once meses y castigó a sus tropas sometidas a las inclemencias del tiempo a lo largo del invierno de 1713-1714. Para la defensa del perímetro el general comandante Villarroel fortificó varios enclaves a lo largo y ancho de campo delante de Barcelona en las que acuarteló a varias unidades de fusilería e infantería, toda vez que varias escuadras de caballería constituían un poderoso cuerpo móvil que patrullaba las defensas y que tenía su campamento base en la Cruz Cubierta, a poniente del llano de Barcelona. El convento de los capuchinos del monte Calvario, ubicado en el centro del campo de Barcelona, se convirtió en una fortaleza dotada con artillería y tropas de infantería. Y en la otra punta, en levante y con base en el convento de San Francisco, se ubicó la Gran Guardia de Caballería, operativa en todo momento para acciones ofensiva contra el cordón borbónico. Todo lo largo del campo, apostados en masías y pequeñas edificaciones de campesinos, se establecieron bivacs para las compañías de fusileros. Dichos cuerpos, los fusileros de montaña, que en el anterior siglo XVI habían sido llamados miquelets y almogávares -tomando el símil de sus homónimos medievales-, contaban con una pésima reputación entre la población civil barcelonesa por su desmesurada violencia, rusticidad y apetencia por el robo, teniendo prohibida su entrada en la ciudad de Barcelona. El general comandante Villarroel les concedió licencia para asaltar indiscriminadamente el cordón de bloqueo donde se refugiaban las tropas borbónicas; los fusileros raramente observaron las leyes de la guerra en sus acciones, asesinando a discreción y robando a los muertos; en contrapartida y a pesar de contar con patente oficial y sueldo de los Tres Comunes de Cataluña, en el caso de ser capturados por las tropas borbónicas eran inmediatamente colgados, no siendo objeto de los canjes de prisioneros que se realizaban entre las tropas regladas de ambos ejércitos. En la línea de comunicación fortificada entre Montjuic y Barcelona se destacó un cuerpo de 300 infantes y 100 caballos, y en el convento de Santa Madrona de la misma montaña se destacaron a varias partidas de fusileros que patrullaban por la cima boscosa.   

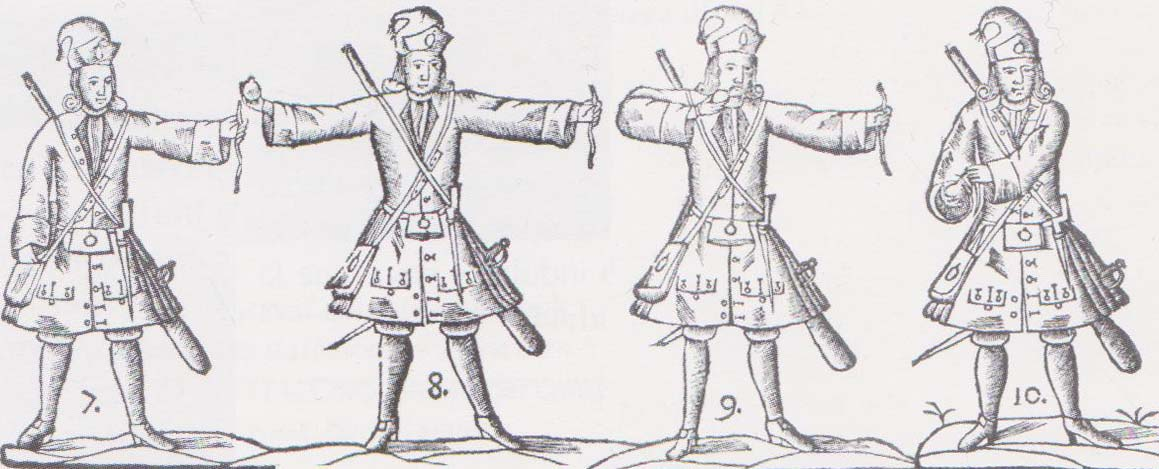
(7) (8) (9) y (10). Movimientos para el lanzamiento de una granada.
Manual de adiestramiento del Ejército de Cataluña:
«Exercicio practico y especulativo de el fusilero, y granadero» (1714) fue redactado por el coronel Juan Francisco Ferrer, de la plana mayor del general comandante Antonio Villarroel. Los ejemplares de los manuales fueron impresos en el Real Convento de S. Domingo de Mallorca y llevados a Barcelona en uno de los convoyes que abastecían la ciudad.

La Coronela de Barcelona, la milicia gremial barcelonesa, fue reorganizada por el general comandante Villarroel como un solo regimiento de seis batallones. La milicia cargó con el peso de las guardias diarias en las murallas, baluartes, portales y fortaleza de Montjuic, liberando de las tareas de guarnición a las tropas regladas a sueldo, que pudieron actuar así como fuerza operativa de combate. Los turnos se establecieron para que un batallón se encargara del control de los portales, otro de custodiar los baluartes, otro hacía la guardia tres días en Montjuic y otro estaba movilizado como cuerpo de reserva en los conventos de la ciudad mientras otro hacía descanso. Se iniciaba el turno haciendo guardia en los portales, al día siguiente en los baluartes, después reserva y luego descanso. De esta manera se diseñó un sistema de dos módulos de tres días que comprometían a cuatro de los seis batallones, y cada batallón tenía descanso cada cuatro días. A pesar de estar en línea de combate el peso de las guardias era agotador, pues finalizada la guardia los milicianos se incorporaban a su puesto de trabajo. Los maestros de casas estaban exentos del servicio de armas, pero fueron movilizados para las tareas de fortificación, los cirujanos fueron destacados para los hospitalizados de sangre, mientras que los pescadores patrullaban la primera línea marítima.
Para el adiestramiento y compactación de las tropas del ejército de Cataluña el general comandante Villarroel ordenó la redacción de un manual de instrucción que fue publicado por el editor Rafael Figueró: Prontuario de las Vozes Peculiares, que se usan en el Exercito, y Disciplina Militar. Si gran parte del ejército lo formaban soldados profesionales veteranos, los nuevos reclutas no estaban adiestrados en las tácticas de combate y los usos militares. Así pues el entrenamiento era una cuestión fundamental a abordar, y tampoco se dejó al azar. Los manuales de instrucción abundaban en el fondo gráfico, detallando todos los pasos para conseguir la carga de fusil de ante carga, la disposición de las tropas en línea, y los códigos de comunicación. En enero de 1714, a la par del crescendo de la guerra, la apertura del frente exterior y la toma de iniciativa militar por el ejército catalán, se publicó la Cartilla Militar para la cavallería y las Ordenanças y Reglamento Real de todas las Tropas. Y también en ese año el coronel de infantería Juan Francisco Ferrer, de la plana mayor de Villarroel, publicó el manual Exercicio practico y especulativo de el fusilero, y el granadero.

## Logística e intendencia

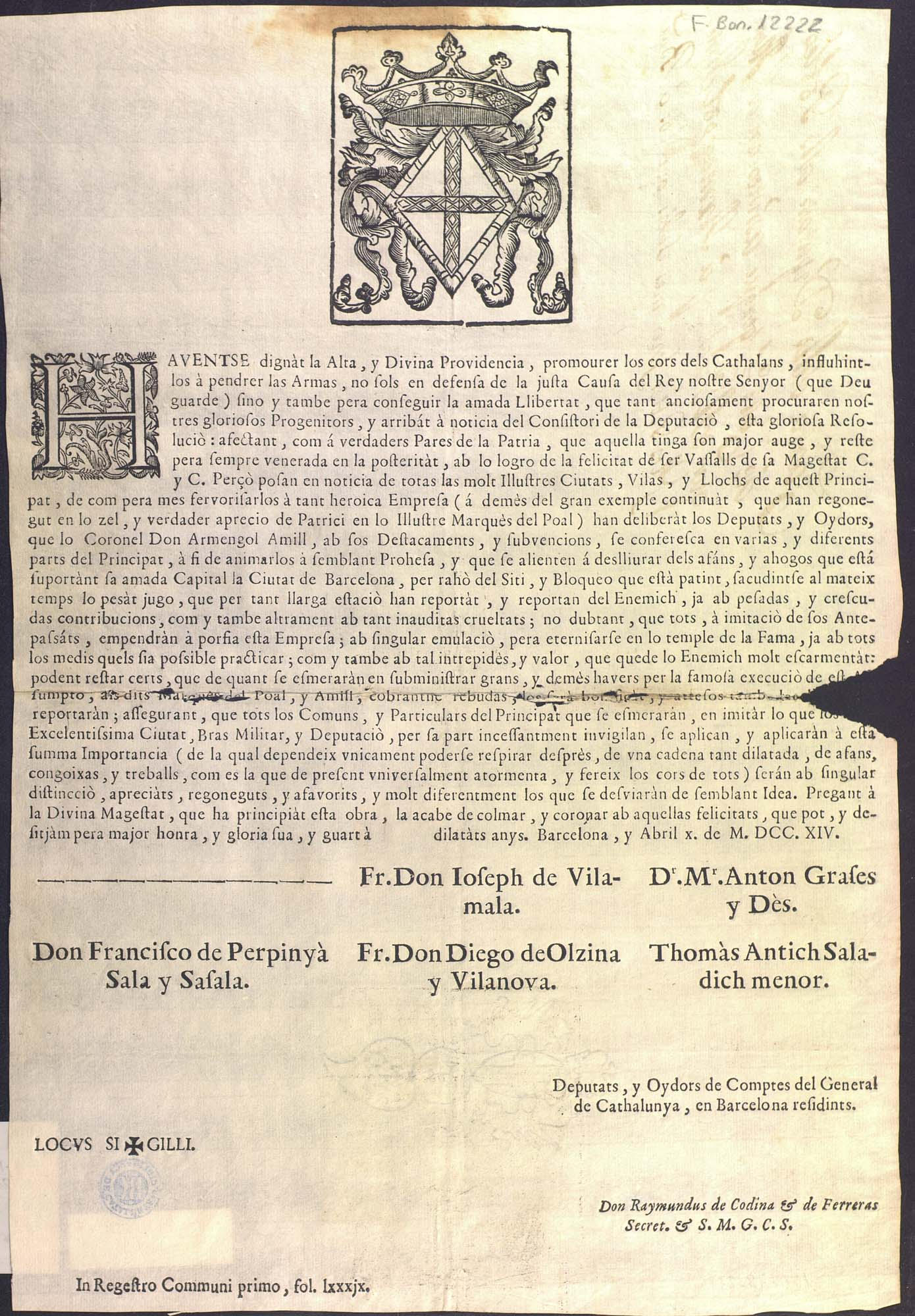
Carta circular de la Diputación del General de Cataluña de 10 de abril de 1714 en la que instaban a continuar la guerra «no solo en defensa de la justa causa del rey nuestro señor (que Dios guarde) sino y también, para conseguir la amada Libertad».

Proclamada públicamente la declaración de guerra el 9 de julio de 1713, a finales del mismo mes los industriales catalanes ya habían suministrado a la Junta de Gobierno uniformes para equipar a 3000 soldados. En un escenario equiparable a la guerra total, los industriales y mercaderes catalanes se volcaron para armar y equipar completamente a su ejército; los gremios barceloneses y las potentes manufacturas de la ciudad condal fueron reconvertidas para el satisfacer las crecientes demandas de la Junta de Gobierno. La maquinaria bélica catalana se había gestado en el anterior siglo XVI y contaba con el acervo acumulado durante las continuas guerras en las que durante más de un siglo, y debido a su situación fronteriza con Francia, se había visto involucrada Cataluña. Si en el siglo XV el desplazamiento del centro de poder del mediterráneo al atlántico habían convertido Cataluña en un pastizal de bandoleros y conflictos internos entre nyerros y cadells, la guerra de Cataluña (1640-1652) y los subsiguiente conflictos fronterizos entre el Imperio de los Habsburgo españoles y la Francia de Luís XIV permitieron encauzar dichos conflictos hacia el exterior.
Las continuas demandas de material para proveer a los Reales Ejércitos de Carlos II constituyeron la base de la industria militar catalana que se alimentaba de los «asientos», los contratos para proveer al ejército de la Monarquía de España y que abastaban un amplio espectro: grano, harina, pan de munición, zapatos, sillas de montar, transportes, pólvora y armamento de toda clase. El desarrollo de la industria militar catalana implicó la formación de técnicos y obreros especializados, radicados básicamente en Barcelona y Ripoll. La continua demanda por parte de la monarquía desbordó la capacidad de los gremios y propició la aparición de la figura del asentista, unos industriales-mercaderes con capital financiero suficiente para firmar el asiento y cumplir con lo requerido; dichos asentistas encargaban la producción a los gremios locales, y en caso de que no pudieran dar abasto, buscaban la producción en otras ciudades del Mediterráneo, contando con flotas de barcos propias para el transporte de las mercancías; surgieron así las poderosas familias de los Dalmau, los Duran, los Feliu de la Peña, etc. Ante el cambio de siglo y con el estallido del conflicto sucesorio, los asentistas catalanes continuaron suministrando al ejército borbónico durante la campaña italiana (1701-1704), y posteriormente al ejército austracista (1705-1713), para luego continuar con el ejército de Cataluña (1713-1714). Finalizado el conflicto, la potente industria militar catalana y sus industriales no era neglibibles para Felipe V; destacados asentistas catalanes, que incluso habían sido miembros de la junta de gobierno de Cataluña durante 1713-1714, fueron contratados irremisiblemente por Felipe V que los necesitaba para poder suministrar a su ejército durante la Guerra de la Cuádruple Alianza y la Guerra de Sucesión Polaca, siendo Barcelona la base desde la cual se lanzaron las expediciones para la reconquista del reino de Mallorca y del reino de Sicilia.
Así pues, en julio de 1713, tanto Cataluña como especialmente su capital, Barcelona, contaban con una poderosa industria de guerra con capacidad suficiente para armar y equipar completamente a su ejército, así como con capitalistas para financiarlo, y con el que oponerse a las tropas de Felipe V cuyas arcas estaban cerca de la bancarrota. Y efectivamente, sólo tras la llegada del ejército francés enviado por Luis XIV Francia bajo el comando del duque de Berwick en julio de 1714 pudo romperse finalmente el equilibrio de fuerzas y conseguir tomar la ciudad a sangre y fuego tras un sitio de 61 días. Barcelona era plaza de armas, un espacio donde se habían organizado ejércitos i contaba con todo el equipamiento necesario, tanto material, como técnico y humano, relativo a todos los aspectos de la guerra. Los gigantescos almacenes de las Atarazanas acumulaban fusiles, armas blancas, pólvora, cañones y carros para acémilas, mientras que en San Andrés de Palomar había molinos polvoreros. Todo a lo largo de la campaña la artillería e infantería catalana contó con pólvora más que suficiente, y esta sólo empezó a escasear a partir de julio-agosto de 1714. La plaza hizo profuso ostentación de su capacidad de fuego y continua capacidad de recibir suministros ante las tropas borbónicas apostadas en el cordón de bloqueo; así por ejemplo el 1 de octubre de 1713, en honor al 28 aniversario de emperador y rey Carlos de Austria, se disparó desde Barcelona una triple Salva Real: dispararon 84 piezas de artillería de la plaza, luego 30 piezas de artillería de Montjuic, y luego y en varias oleadas, los infantes, los fusileros y los milicianos apostados todo a lo largo del camino encubierto y las murallas. En total un dispendio de más de dos toneladas de pólvora en pocos minutos, y que provocó un espanto generalizado entre las tropas de Felipe V al no saber que es lo que estaba sucediendo. La pólvora fue almacenada en las Atarazanas y en la Casa de la Pólvora, una polvorín ubicado cerca de la Boquería. La fabricación y carga de las granadas era compleja y requirió de torneros especializados en tal labor. El plomo de las balas fue suministrado por los mercaderes Catá, Potau y Dalmau totalizando cerca de 700 quintales de metal, suficientes para la fabricación de 1 500 000 balas de fusil. Los proyectiles de artillería fueron fabricados en la fundición de la ciudad, mientras que la reparación y fabricación de armas portátiles de fuego corría a cargo de los gremios bajo la dirección de los maestros armeros Mayol, Martí o Pujol. Aun así se compraron en el exterior varias partidas de armamento, suministrando el mercader Baixeras una carga de más de 700 fusiles, 1230 bayonetas y 140 pistolas. Los suministros enviados desde el reino de Mallorca fueron vitales para proveer a la ciudad adecuadamente, y no fue hasta que la flota del almirante francés Ducasse bloqueó la bocana del puerto cuando la asfixia de la ciudad comenzó a hacer estragos.

## Ritos católicos, juramento y banderas

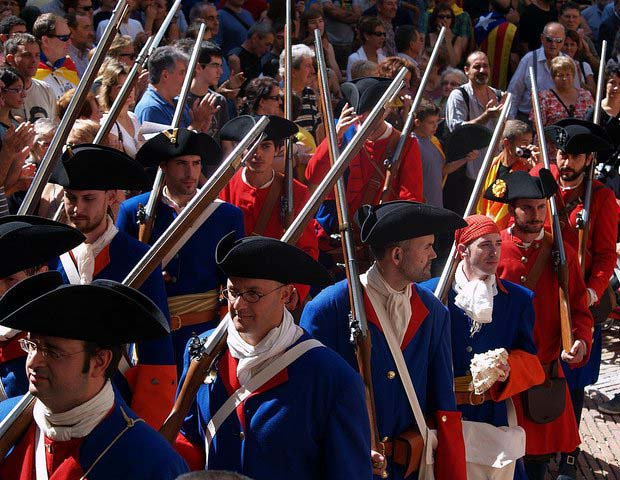
Recreación histórica de los soldados del «Regimiento de infantería de la Diputación del General de Cataluña» y del «Regimiento de infantería valenciana Nuestra Señora de los Desamparados», durante las conmemoraciones anuales del Día de Cataluña en el Fossar de les Moreres.

La proclamación de Cataluña de proseguir la guerra en solitario contra Felipe V y contra Francia, arietes del regalismo en Europa, fue bendecida por el fervor católico de los catalanes. Las invocaciones a la Divina Providencia, al amparo de Dios, y a la justicia de la causa fueron acompañadas de procesiones, rezos del rosario, novenarios y la presencia del altísimo en los altares. Se invocaron a los santos patrones de la Patria para la protección de los soldados y las unidades, que fueron bendecidas bajo su protección: Santa Eulalia barcelonesa, San Severo y San Narciso, Nuestra Señora de las Mercedes o San Jorge, fueron invocados repetidamente para la protección de múltiples unidades, ya fueran regimientos de infantería, batallones de la milicia, o fragatas de combate. Así mismo se invocaron los misterios de la Inmaculada concepción de María y la Santísima Trinidad.
El acto de bendición de las banderas y juramento de los soldados de Cataluña se efectuó mediante un profuso ritual católico. Los regimientos desfilaron por Barcelona al mando de sus oficiales hasta la iglesia o capilla donde se hallaba la santa o santo patrón bajo la protección del cual estaban. Una vez delante el regimiento formaba, tras lo cual oficiales y suboficiales entraban en la iglesia con las banderas plegadas en una bandeja. Acto seguido se oficiaba un misa solemne y finalizado el oficio las banderas eran bendecidas. Los oficiales salían fuera del recinto sagrado y se colocaban frente a los soldados formando un círculo con la bandera en el centro; bajo la supervisión del alférez, el oficial de mayor graduación clavaba la bandera al asta con un primer clavo, ritual que era proseguido por los otros oficiales y suboficiales. Clavadas las banderas en las astas, eran alzadas, y bajo su presencia el auditor leía las ordenanzas militares, la gemina militar, y los capítulos referentes a la defensa del Rey y del Patria. Formados los oficiales ante los soldados, todos alzaban los tres dedos de la mano derecha en señal de la Santísima Trinidad y realizaban el juramento:

En nombre de la Santísima Trinidad, Padre, Hijo y Espíritu Santo,
Tres Personas distintas y Un sólo Dios verdadero

Juro no abandonar mi bandera hasta perder la última gota de mi sangre
en defensa de la Sacra Cesárea Católica Real Majestad del Rey nuestro Señor
y del Fidelísimo Principado de Cataluña

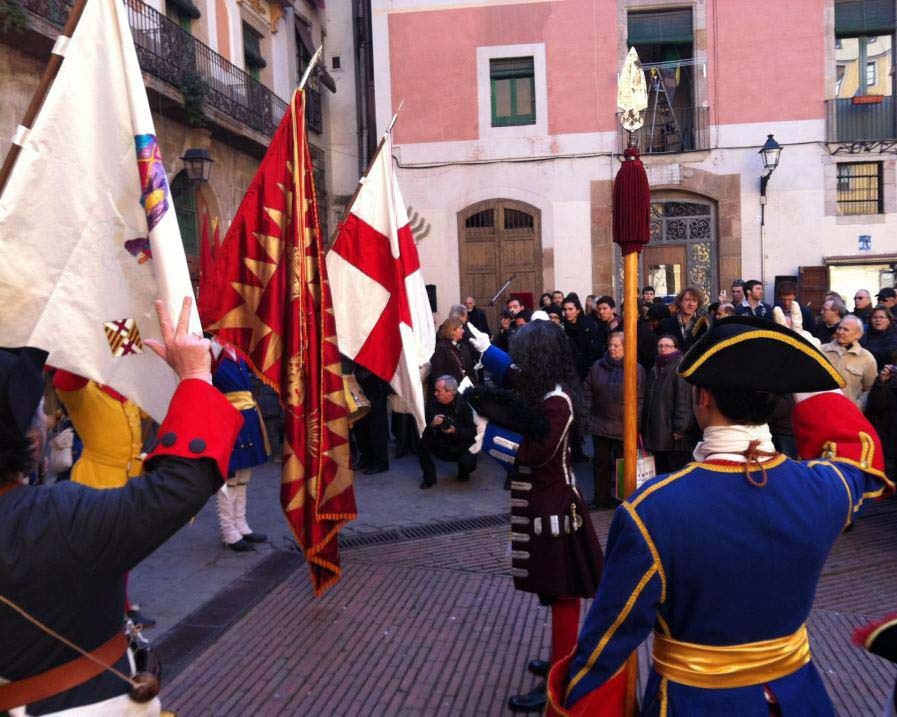
Recreación histórica del acto de bendición de las banderas y juramento de los soldados de Cataluña consagrado mediante un profuso ritual católico. Formados los oficiales ante los soldados, todos alzaron los tres dedos de la mano derecha, en señal de la Santísima Trinidad, y realizaron el juramento.

Finalizado todo el ceremonial de bendición y juramento, se disparaban tres salvas de fusilería, tras lo cual el regimiento volvía desfilando hacia su acuartelamiento, donde eran obsequiados con un refrigerio. También se celebraron con especial devoción las díadas en honor del santo patrón que protegía la unidad. El 15 de marzo de 1714, en honor a Santa Madrona, el V batallón de la Coronela de Barcelona celebró su onomástica bajo la supervisión del sargento mayor de la Coronela Félix Nicolás de Monjo y a la orden del teniente coronel de la unidad. Abría la parada un destacamento de música militar, seguido de una compañía de granaderos y los 434 milicianos del batallón. Ante la catedral de Barcelona formaron frente a la seo a seis de fondo, aguardando hasta la finalización del oficio. Acto seguido se inició la procesión con la sagrada cruz, el clero y el cabildo, seguidos por el cuerpo de la virgen y mártir Santa Madrona bajo palio llevado por el consistorio municipal encabezado por el conseller en cap y coronel Rafael Casanova; cerraban la procesión los hombres del V batallón. Concluida la procesión las tropas formaron en batalla, dieron un descarga cerrada, y por la atención que merecía la entrada la guardia, se desarbolaron las banderas.
Las banderas de la infantería Ejército de Cataluña mostraban la imagen del santo patrón custodiado por las armas del Principado de Cataluña y las Reales armas del emperador y rey Carlos III de Aragón, así como también llevaban una bandera de San Jorge, santo patrón de Cataluña. Los estandartes de caballería seguían el mismo patrón, y el regimiento de caballería de la Fe llevaba un Cristo bordado sobre fondo verde, divisa de la unidad, con el siguiente lema Pro Lege, Patria et Rege, «Por la Ley, la Patria y el Rey», bajo la cual figuraban las armas reales de Carlos III de Aragón, las del coronel del regimiento, y las de Cataluña. En las banderas de la Coronela de Barcelona figuraban las armas de la ciudad y el emblema del gremio de la compañía.
Mención aparte merece la Bandera de Santa Eulalia, la bandera que desde el siglo XVI devino bandera de la ciudad, de fondo carmesí con la imagen de Santa Eulalia, copatrona de Barcelona, flanqueada por las armas de la ciudad y un sagrado cálice con el lema: Exugere Deus, Judicam Causa Tuam, «Ven Dios, y juzga tu causa».

## Ordenanzas militares, ejecuciones y crímenes de guerra
El Ejército de Cataluña se guio por las Reales ordenanzas militares decretadas en Barcelona por el proclamado rey Carlos de Austria en 1706 para sus Reales Ejércitos. Dichas ordenanzas eran básicamente una traslación de las ordenanzas militares alemanas del Sacro Imperio. La vulneración de las ordenanzas implicó la aplicación de la gemina militar. Así, tras la fracasada expedición lanzada al interior de Cataluña en agosto de 1713 y concluida en octubre del mismo año, el general Rafael Nebot, comandante militar, y el diputado militar del General de Cataluña, Antonio de Berenguer, fueron hallados culpables de cobardía en el campo de batalla, siendo exonerados de sus cargos y encarcelados. También fue el caso del sargento mayor Manuel Eguiluz, del regimiento de infantería de la Inmaculada Concepción; sorprendido cuando intentaba desertar, fue juzgado en consejo de guerra y hallado culpable del delito de traición. El 25 de agosto de 1713 fue ejecutada públicamente la sentencia de muerte, erigiéndose un cadalso en las Ramblas de Barcelona, junto a la esquina de las Atarazanas. Diose orden a cuatro batallones de la Coronela y a todos los regimientos de infantería regular de formar ante el cadalso, para presenciar públicamente la ejecución. El general comandante Villarroel minoró la calidad de la muerte, ordenando que fuese con decoro, y que tras la decapitación, su cabeza no fuera expuesta en lugar público. Misma suerte aunque con mayor discreción corrieron los espías que fueron sorprendidos cuando pasaban información al campo borbónico. La tortura también fue práctica habitual en el ejército catalán a la hora de conseguir información; el mismo conseller en cap Rafael Casanova ordenó la tortura de un marinero ante su presencia hasta que consiguió que le revelase la información que pretendía. Así mismo varios fueron los casos en los que se vulneraron las leyes de guerra en cuanto al trato de prisioneros; la ejecución del coronel de fusileros Francisco Macià Bac de Roda dio motivo a varios actos de venganza; aquel que le había delatado murió días después en un reencuentro, pero los fusileros catalanes buscaron su tumba, desenterraron su cuerpo, le colgaron e hicieron cuartos. También el coronel Desvalls aplicó venganza ordenando la ejecución de seis botiflers que tenía presos. Efectivos del ejército de Cataluña también estuvieron implicados en la Masacre del collado de la matanza, ocurrida en enero de 1714. Tras un combate en dicha localidad, las tropas borbónicas del regimiento de León capitularon y se entregaron prisioneros. La columna de más de doscientos hombres, presos y desarmados, era conducida a la fortaleza de Cardona pero en el camino, al llegar a un collado, fueron masacrados y exterminados en venganza por los Hechos de La Gleva. A raíz de esos sucesos el regimiento de León fue bautizado con el sobrenombre de "el arcabuceado".

## Asalto a Barcelona

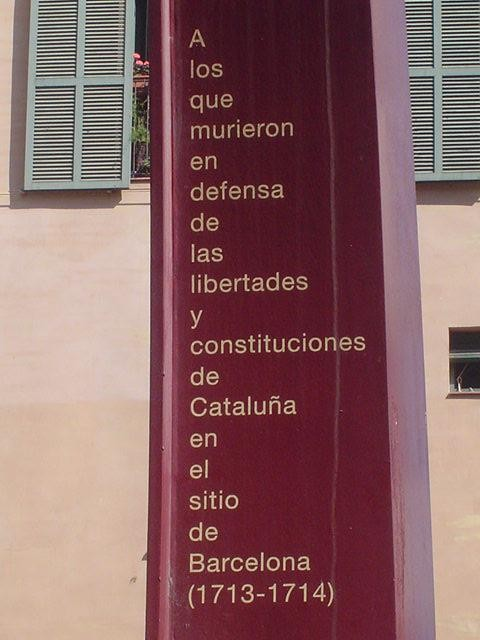
Detalle del pebetero de la llama eterna en memoria de los muertos durante el sitio de Barcelona.

Tras los dos asaltos generales de mediados de agosto de 1714, y la captura del último convoy procedente de Mallorca, la situación de la ciudad era desesperada. La hambruna era generalizada y la situación humanitaria para los civiles era catastrófica. El 1 de septiembre el general comandante Antonio de Villarroel llamó en secreto a consejo en su residencia a todos los generales y coroneles que no estaban de guardia y les expuso la disposición de las tropas borbónicas y el estado de las siete brechas abiertas en la muralla, presagiando la inminencia del asalto final. Así mismo les detalló la imperfección de las cortaduras de defensa, el número de tropas disponibles así como la escasez de pólvora y municiones, la falta de suministros y la hambruna que azotaba la ciudad. Ante tal situación, les expuso la necesidad de buscar una capitulación honrosa y les pidió su parecer. La mayoría aceptaron la exposición de la dramática situación a la que se enfrentaban, y resolvieron ser del mismo sentir que el general comandante.

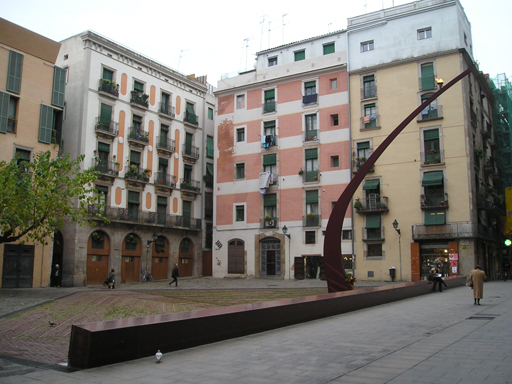
El Fossar de les Moreres es una plaza construida sobre la fosa común perteneciente a la adyacente basílica de Santa María del Mar. Dicha fosa común fue una de las habilitadas durante el sitio de Barcelona para enterrar a los muertos

Por la tarde del mismo día, alertados los consellers de Barcelona, le comunicaron su desagrado por su proceder y convocaron al general comandante a exponer sus acciones y pareceres. El general comandante Villarroel les repitió la situación en la que se hallaban las defensas, la inminencia del asalto final, y la imposibilidad de la plaza para resistirlo. El 3 de septiembre, mientras reconocían la primera línea de combates, el general comandante logró por fin torcer la férrea voluntad del conseller en cap Rafael Casanova, aseverándole que si «si esta ciudad fuera sólo una fortaleza sin más moradores» no se opondría a proseguir hasta el fin, pero que ante los miles de civiles y refugiados que había en la ciudad, por su honor y cristiandad debían los consellers de Barcelona buscar una capitulación antes de que fuera demasiado tarde. El 4 de septiembre el mariscal duque de Berwick ordenó al teniente general d'Asfeld hacer llamada y solicitar una negociación para la capitulación pacífica de la ciudad a las autoridades catalanas. Informados los Tres Comunes de Cataluña, se les convocó a consejo para deliberar una respuesta. El conseller en cap Rafael Casanova expuso el sentir del general comandante Villarroel y propuso que, al menos, se debía escuchar la proposición del mariscal de Francia, y si ésta resultaba inaceptable, se podría aprovechar la suspensión de armas para mejorar las defensas. Sin embargo, por una mayoría de 26 a 4, se decidió rechazar la proposición borbónica de negociación pacífica. La respuesta que los Tres Comunes de Cataluña entregaron al coronel Gregorio de Saavedra para que leyera literalmente ante la trinchera borbónica fue la siguiente: 

Los Tres Comunes se han juntado y, considerada la proposición hecha por un oficial de los enemigos, 
responden que no quieren oír ni admitir proposición alguna del enemigo.

Informado de la resolución de los Tres Comunes de Cataluña, el general comandante Antonio de Villaroel les solicitó aceptaran la dejación de su cargo como general comandante del Ejército de Cataluña, pues se negaba a «ser cómplice» de tal bárbara resolución. El 6 de septiembre los Tres Comunes de Cataluña aceptaron la dimisión del teniente mariscal Villarroel, siéndole comunicado al día siguiente. Así mismo, se le agradecieron los servicios prestados y se le informó que los consellers de Barcelona esperaban para el 11 de septiembre que un convoy procedente de Mallorca consiguiera romper el cerco marítimo, pudiendo así el teniente mariscal Villarroel abandonar la ciudad. Al interesarse este por conocer a quien habían nombrado los consellers de Barcelona como a nuevo general comandante, el síndico de la Ciudad le respondió que a la Virgen de la Merced, cuya imagen había sido retirada de una iglesia e instalada en la silla de general comandante, y que por inspiración divina transmitiría las órdenes al conseller en cap, coronel y dobernador Rafael Casanova, quien las comunicaría a los generales y coroneles, que pasaban a estar bajo sus órdenes directas.

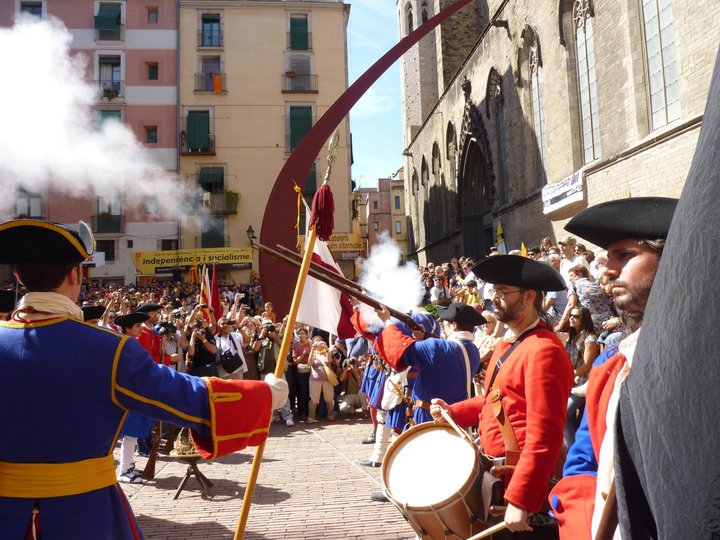
Salvas de honor por los caídos en defensa de las Libertades y Constituciones de Cataluña en el sitio de Barcelona (1713-1714). Actos del Día de Cataluña.

A las 4:30h del 11 de septiembre más de cuarenta batallones borbónicos lanzaron el asalto final sobre Barcelona. El asalto general se lanzó simulatáneamente por los tres frentes tal como narró el marqués de San Felipe, «Todos a un tiempo montaron la brecha, españoles y franceses; el valor con que lo ejecutaron no cabe en la ponderación. Más padecieron los franceses, porque atacaron lo más difícil». La defensa fue obstinada y feroz, abatiendo a los asaltantes borbónicos antes de que estos consiguieran llegar hasta la muralla, pero tras lanzar varias oleadas de gente fresca consiguieron romper las defensas de la brecha contigua al baluarte del Portal Nou. A partir de la rotura de la brecha el colapso de la defensa se precipitó, y viendo que la caída de la ciudad era inevitable, los consellers de Barcelona y miembros de la Junta de Gobierno decidieron abandonar su cuartel general en el portal de San Antonio y salir a combatir por las calles. Desde las cinco de la mañana hasta las dos de la tarde los combates tuvieron en la trama urbana Barcelona; el conseller en cap Rafael Casanova cayó herido en combate cuando dirigía un contraataque por el sector de San Pedro, mientras el teniente mariscal Villarroel cayó herido en otro contraataque por el sector de Santa Clara. El convento de San Agustín fue escenario de violentos combates, y como recordaba el marqués de San Felipe «Todo se vencía a fuerza de sacrificada gente, que con el ardor de la pelea ya no daba cuartel, ni lo pedían los catalanes, sufriendo intrépidamente la muerte».

## Memoriales de guerra, conmemoraciones bélicas y recreación histórica
En conmemoración de dicha efeméride bélica el día 11 de septiembre fue declarado Día de Cataluña y toda la celebración gira en torno a los memoriales de guerra. En el mundo de la Recreación histórica, la asociación cultural Miquelets de Catalunya recrea al «Regimiento de infantería de la Diputación del General de Cataluña» con su compañía de granaderos radicada en Osona, al «Regimiento de fusileros de Vilar y Ferrer» y al «Regimiento de Coraceros Sant Jordi», la Asociación «Coronela de Barcelona», recrea la Milícia Gremial de la Capital de Cataluña, mientras la asociación cultural Miquelets del Regne de València recrea al «Regimiento de infantería valenciana de Nuestra Señora de los Desamparados». Existen memoriales de guerra en Torredembarra (combate de Torredembarra) y Talamanca (batalla de Talamanca). Además de en dichos lugares, también se celebran conmemoraciones en San Hipólito de Voltregá y Prats de Llusanés (Levantamiento del Llusanés), y en la fortaleza de Cardona (sitio y capitulación de Cardona).